# Dan Andersson
Dan Andersson (Skattlösberg, 1888 - Estocolm, 1920) va ser un poeta, obrer agrícola i carboner suec.
Andersson va créixer en el si d'una família pobra de la província de Dalarna. El seu pare era d'origen finès i la seva mare tenia avantpassats valons.
L'any 1902 Dan Andersson, llavors aturat, va emigrar temporalment als Estats Units a la recerca d'una millor vida, però no va trigar a retornar a la seva pàtria. L'any 1914, va poder publicar el seu primer llibre i encara que escrigué poemes sobre l'esforçada vida del proletariat, també va dedicar temps per escriure sobre religió. Va ser un escriptor molt prolífic, car era capaç de publicar un llibre cada any fins a la seva sobtada mort l'any 1920.
L'any 1917 Andersson es va establir a Göteborg per treballar per al periòdic del Partit Democràtic i Social suec, puix que coincidia amb les seves idees socialistes.
La prematura mort d'Andersson va ser el resultat d'un enverinament accidental a l'habitació número 11 de l'hotel Hellman d'Estocolm el 1920. La seva habitació va ser ruixada amb cianur d'hidrogen per eliminar els polls, però els fums del preparat no van ser airejats convenientment i Andersson va morir mentre dormia.
Fou un dels iniciadors de la literatura proletària i, entre d'altres, va escriure els següents reculls de poemes:
- Cançons del carboner (1915)
- Balades negres (1917)

## Llegat

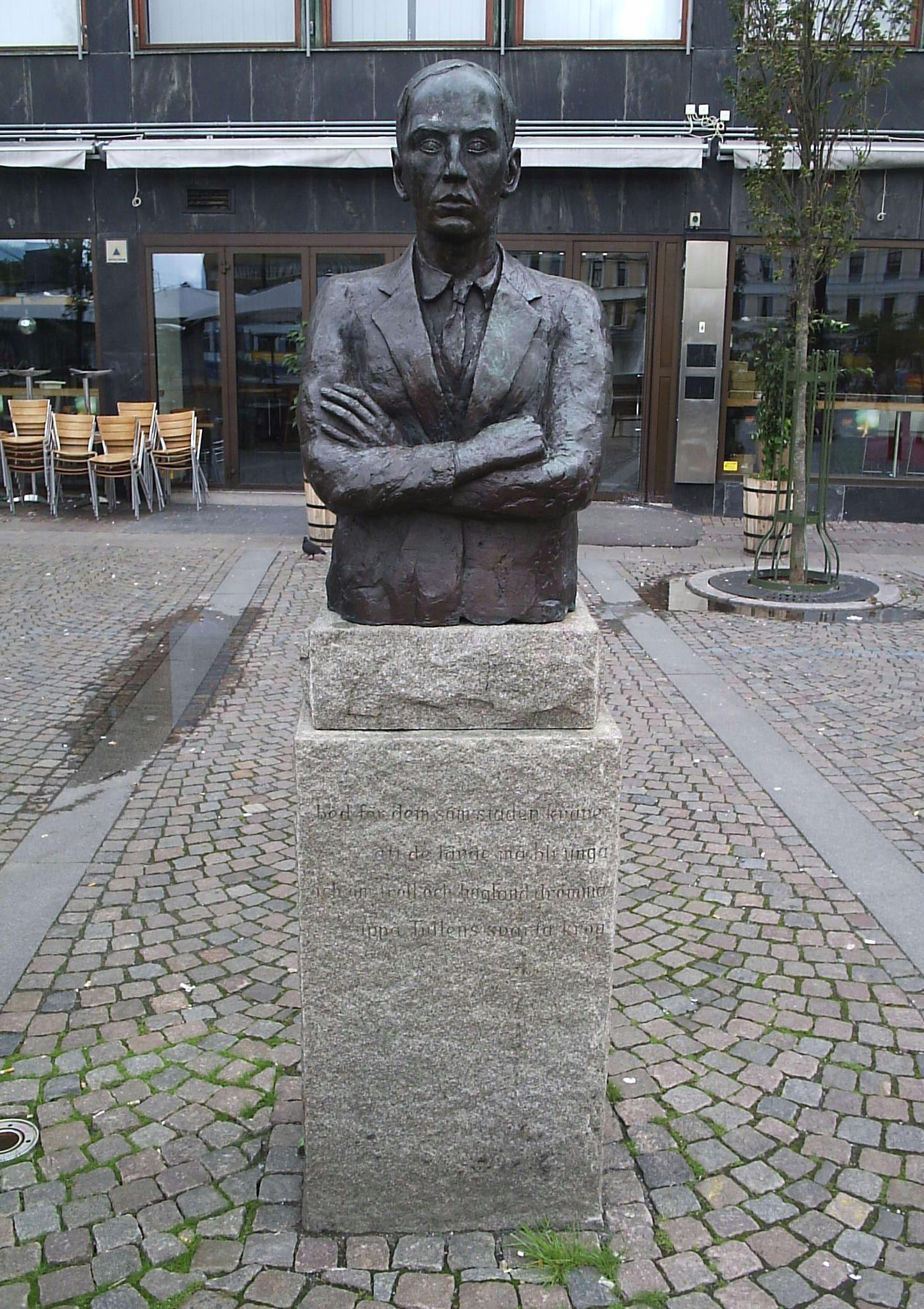
Estàtua de Dan Andersson a Göteborg

Actualment, hi ha una petita estàtua de Dan Andersson al centre de Göteborg. Molts dels seus poemes han estat adaptats musicalment i són encara interpretats per artistes suecs contemporanis. L'any 2005, el músic de rock Thåström va escriure una cançó sobre Dan Andersson.

## Les seves obres en llengua anglesa
- Modern Swedish Poetry Part 1 - C.D. Locock (1929) Regne Unit
- Charcoal Burner's Ballad & Other Poems - Caroline Schleef (1943) Estats Units
- Scandinavian Songs And Ballads - Martin S. Allwood (1950) Suècia
- The Poacher - Caroline Schleef (1954) Estats Units
- The Last Night In Paindalen - 	Caroline Schleef (1958)	Estats Units
- LP: Swedish Songs - Fred Lane (1975) Suècia
- Dan Andersson In English - Åke Helgesson (1994) Suècia
- Poems by Dan Andersson - Mike McArthur (2003) Regne Unit

## La seva vida en llengua anglesa
- A History Of Swedish Literature - Alrik Gustafson (1961) Estats Units
- A History Of Swedish Literature - Ingemar Algulin (1989) Suècia
- A History Of Swedish Literature - Lars G. Warme (1996) Estats Units